# Mémorial de la Résistance et de la Déportation de la Loire
Pour les articles homonymes, voir Musée de la Résistance et de la Déportation.
Le Mémorial de la Résistance et de la Déportation de la Loire est un musée situé à Saint-Étienne en France.

## Caractéristiques
Inauguré en 1999, le Mémorial de la Résistance et de la Déportation de la Loire se consacre à la Seconde Guerre mondiale et particulièrement à la Résistance et à la déportation dans les camps de concentration et d’extermination nazis.

## Collections
Le musée revient sur l’occupation de la ville de Saint-Étienne et du département de la Loire et explique les conditions de vie (le rationnement, la vie des Juifs, les bombardements etc.), la résistance  et l’univers concentrationnaire nazi.
Ce petit musée possède aussi un important centre de documentation sur la Seconde Guerre mondiale.

## Partenaires
Le Mémorial de la Résistance et de la Déportation de la Loire fait partie des membres fondateurs du Réseau Memorha.